# 夏木彩
夏木 彩（なつき あや、1983年8月21日 - ）は、千葉県出身の女優。プロフィールによっては北海道出身ともある（後述）。

## 略歴・人物
北海道生まれだが、すぐに引っ越して千葉で育つ。小学校低学年頃より芸能界への憧れを抱き、高校2年のときにスカウトを受けて芸能界入り。
映画、舞台、Web番組など多方面で活躍中。当初の目標は女優だったが、仕事をこなす内に歌手にも興味が沸き、両方で活躍できるマルチアーティストを目指している。
趣味はドライブ、ビリヤード、ボウリング、ダーツ、カラオケ。特技はトランプ、特に神経衰弱。

## 出演

### 映画
- 鞄・KABAN（2004年、クリエイティブビジョン）
- 69 sixty nine（2004年、東映）
- 本気で、愛するということ（2005年、S&Dスタジオ）主演
- スプリング☆デイズ（2007年8月18日〜)

### Vシネマ
- ミックスジュースな物語（2006年、エムズオフィス）成美役

### 舞台
- ZION（2005年）